# August Eberhard Müller
Pour les articles homonymes, voir Müller.
August Eberhard Müller, né le 13 décembre 1767 à Northeim et mort le 3 décembre 1817 à Weimar, est un compositeur et organiste. Il a été Thomaskantor du Chœur de l'église Saint-Thomas de Leipzig de 1801 à 1810.

## Biographie
Formé par son père qui était organiste, il a donné son premier concert public à l'âge de huit ans. Il a ensuite étudié avec Johann Christoph Friedrich Bach à  Bückeburg, où Müller est devenu organiste à la Ulrichskirche jusqu'en 1788. À partir de 1789, il a travaillé comme chef de chœur, enseignant et organiste à Magdebourg.
Sur la recommandation de Johann Friedrich Reichardt, qu'il avait rencontré à Berlin en 1792, Müller a été nommé organiste de l'Église Saint-Nicolas à Leipzig en 1794. En 1800 il est devenu l'assistant de Johann Adam Hiller, à qui il a succédé comme Thomaskantor après la démission de Hiller à la fin de l'année 1800. En 1810 il a été nommé kapellmeister de la cour ducale à Weimar.
Müller a maintenu les œuvres de J. S. Bach au répertoire et a également contribué à la diffusion du classicisme viennois. En 1801 il a dirigé la première exécution hors de Vienne des Saisons de Haydn. 
Il a composé pour le piano, écrit deux concertos, quatorze sonates et plusieurs capriccios et autres pièces. Il a aussi composé sept concertos pour flûte et d'autres œuvres pour flûte et orchestre, ainsi que des études pour flûte et piano. 
Son fils, Theodor Amadeus Müller, était violoniste et a été élève de Louis Spohr. Il est devenu violoniste de la Chapelle ducale de Weimar. Il a composé des œuvres orchestrales ainsi que de nombreux Soli et Duos pour violon, qui ont eu du succès à son époque.

## Œuvres
- Anleitung zum genauen und richtigen Vortrage der Mozart´schen Clavierconcerte in Absicht richtiger Applicatur. Leipzig 1797
- La Clemenza di Tito / Opera seria composta da W. A. Mozart. Titus / ernsthafte Oper in zwei Akten von W. A. Mozart / aufs neue für das Klavier ausgezogen von A.[ugust] E.[berhard] Müller. Bei Breitkopf und Härtel in Leipzig. Pr. 2 Thlr. [1803; sa première adaptation pour le piano de l'opéra est apparue en 1795].